# Kategoria Superiore (2019/2020)
Kategoria Superiore 2019/2020 – 81. edycja rozgrywek ligowych najwyższego poziomu piłki nożnej mężczyzn w Albanii. Brało w niej udział 10 drużyn, które w okresie od 23 sierpnia 2019 do 29 lipca 2020 rozegrały 36 kolejek meczów. W tym roku bezpośrednio spadły 2 drużyny, a 8. drużyna klasyfikacji końcowej grała w barażach o utrzymanie.
Obrońcą tytułu był Partizani Tirana.
Mistrzostwo po raz dwudziesty piąty w swej historii zdobyła Tirana.

Pierwszą bramkę strzelił w 39. minucie meczu Kukësi – Partizani Tirana zawodnik gospodarzy Vasil Shkurtaj (spotkanie zakończyło się wynikiem 1:0).

Po rozegraniu spotkań 26. kolejki (8–9 marca 2020) rozgrywki zostały zawieszone z powodu zagrożenia epidemicznego po wybuchu pandemii COVID-19. Wznowienie rozgrywek rozpoczęło się 3 czerwca 2020.

## Uczestnicy
| Uczestnicy poprzedniej edycji                                                                                 | Uczestnicy poprzedniej edycji | Uczestnicy poprzedniej edycji | Uczestnicy poprzedniej edycji |
| --- | ----------------------------- | ----------------------------- | ----------------------------- |
| PAR | Partizani Tirana              | 1                             |                               |
| KUK | Kukësi                        | 2                             |                               |
| TEU | Teuta Durrës                  | 3                             |                               |
| SKË | Skënderbeu Korcza             | 4                             |                               |
| FLV | Flamurtari Vlora              | 5                             |                               |
| LAÇ | KF Laçi                       | 6                             |                               |
| TIR | KF Tirana                     | 7                             |                               |
| LUF | Luftëtari                     | 8                             |                               |
| Awans z Kategoria e Parë 2018/2019                                                                            |                               |                               |                               |
| VLS | KF Vllaznia                   | 1 (gr. A)                     |                               |
| BYL | Bylis Ballsh                  | 1 (gr. B)                     |                               |
| Oznaczenia: - kolumna pierwsza – skróty nazw drużyn, - kolumna trzecia – miejsce zajęte w poprzednim sezonie. |                               |                               |                               |

## Tabela
| Lp. | Drużyna         | M  | Z  | R  | P  | B+ | B– | +/– | Pkt | Kwalifikacja lub spadek                                     |
| --- | --------------- | -- | -- | -- | -- | -- | -- | --- | --- | ----------------------------------------------------------- |
| 1   | Tirana (M)      | 36 | 21 | 7  | 8  | 67 | 35 | +32 | 70  | Kwalifikacja do Liga Mistrzów UEFA • I runda kwalifikacyjna |
| 2   | Kukësi          | 36 | 19 | 9  | 8  | 59 | 31 | +28 | 66  | Kwalifikacja do Liga Europy UEFA • I runda kwalifikacyjna   |
| 3   | Laçi            | 36 | 19 | 7  | 10 | 61 | 34 | +27 | 64  | Kwalifikacja do Liga Europy UEFA • I runda kwalifikacyjna   |
| 4   | Skënderbeu      | 36 | 17 | 7  | 12 | 42 | 43 | −1  | 58  |                                                             |
| 5   | Teuta (P)       | 36 | 15 | 12 | 9  | 41 | 34 | +7  | 57  | Kwalifikacja do Liga Europy UEFA • I runda kwalifikacyjna   |
| 6   | Partizani       | 36 | 15 | 8  | 13 | 51 | 40 | +11 | 53  |                                                             |
| 7   | Bylis           | 36 | 12 | 15 | 9  | 46 | 38 | +8  | 51  |                                                             |
| 8   | Vllaznia (B, O) | 36 | 12 | 10 | 14 | 36 | 41 | −5  | 46  | Baraże o Kategoria Superiore                                |
| 9   | Flamurtari (S)  | 36 | 2  | 9  | 25 | 32 | 72 | −40 | 15  | Spadek do Kategoria e Parë                                  |
| 10  | Luftëtari (S)   | 36 | 2  | 8  | 26 | 19 | 86 | −67 | 14  | Spadek do Kategoria e Parë                                  |

## Wyniki
| Gospodarz \ Gość | BYL | FLA | KUK | LAC | LUF | PAR | SKE | TEU | TIR | VLL | BYL | FLA | KUK | LAC | LUF | PAR | SKE | TEU | TIR | VLL |
| ---------------- | --- | --- | --- | --- | --- | --- | --- | --- | --- | --- | --- | --- | --- | --- | --- | --- | --- | --- | --- | --- |
| Bylis            |     | 5–0 | 2–1 | 1–0 | 1–0 | 2–1 | 2–3 | 0–0 | 3–1 | 0–0 |     | 0–0 | 1–1 | 0–3 | 2–0 | 1–1 | 1–0 | 1–0 | 1–3 | 2–2 |
| Flamurtari       | 2–2 |     | 0–3 | 3–3 | 1–1 | 1–1 | 1–1 | 1–3 | 2–2 | 1–3 | 2–3 |     | 1–4 | 1–3 | 6–1 | 1–2 | 0–1 | 2–3 | 0–2 | 1–3 |
| Kukësi           | 2–1 | 1–0 |     | 1–1 | 4–1 | 1–0 | 1–1 | 4–0 | 2–1 | 1–2 | 1–0 | 4–1 |     | 3–1 | 2–1 | 1–0 | 0–0 | 3–0 | 1–2 | 0–0 |
| Laçi             | 0–0 | 3–0 | 1–0 |     | 4–0 | 1–0 | 1–2 | 3–0 | 1–2 | 3–0 | 2–1 | 2–1 | 2–0 |     | 3–1 | 1–3 | 1–0 | 1–1 | 3–1 | 5–2 |
| Luftëtari        | 1–1 | 2–1 | 0–0 | 1–1 |     | 0–1 | 2–0 | 0–0 | 0–3 | 0–2 | 1–1 | 0–1 | 2–5 | 0–2 |     | 0–3 | 0–1 | 1–5 | 0–5 | 0–1 |
| Partizani        | 1–1 | 1–0 | 0–0 | 1–0 | 2–0 |     | 3–1 | 1–1 | 1–2 | 1–0 | 2–2 | 2–0 | 1–3 | 1–0 | 8–1 |     | 1–2 | 0–1 | 1–1 | 3–0 |
| Skënderbeu       | 0–3 | 1–0 | 0–0 | 1–4 | 2–0 | 3–2 |     | 1–0 | 2–1 | 0–1 | 1–1 | 1–0 | 2–1 | 1–1 | 2–0 | 4–1 |     | 3–2 | 1–2 | 2–1 |
| Teuta            | 1–0 | 1–0 | 1–0 | 0–1 | 3–1 | 1–0 | 1–0 |     | 1–1 | 0–0 | 1–0 | 1–1 | 2–2 | 2–3 | 1–1 | 0–0 | 1–0 |     | 1–0 | 3–1 |
| Tirana           | 2–1 | 2–0 | 1–3 | 2–1 | 3–0 | 1–2 | 3–1 | 0–0 |     | 0–0 | 1–1 | 2–0 | 1–2 | 1–0 | 5–1 | 5–1 | 1–1 | 2–1 |     | 3–0 |
| Vllaznia         | 0–1 | 2–0 | 1–2 | 1–0 | 0–0 | 1–3 | 4–0 | 0–0 | 0–2 |     | 2–2 | 1–1 | 1–0 | 0–0 | 4–0 | 1–0 | 0–1 | 0–3 | 0–1 |     |

## Baraże o Kategoria Superiore

### Drabinka
|  | Półfinał         | Półfinał         | Półfinał         |                  |   | Finał            | Finał            | Finał |  |
|  |                  |                  |                  |                  |   |                  |                  |       |  |
|  |                  |                  |                  |                  |   | Vllaznia Szkodra | Vllaznia Szkodra | 3     |  |
|  |                  |                  |                  |                  |   | Vllaznia Szkodra | Vllaznia Szkodra | 3     |  |
|  |                  |                  | Besëlidhja Lezha | Besëlidhja Lezha | 1 |                  |                  |       |  |
|  | Besëlidhja Lezha | Besëlidhja Lezha | Besëlidhja Lezha | Besëlidhja Lezha | 1 | 3                |                  |       |  |
|  | Besëlidhja Lezha | Besëlidhja Lezha |                  |                  |   |                  |                  |       |  |
|  | Pogradeci        | Pogradeci        | 2                |                  |   |                  |                  |       |  |

### Raport
| 29 lipca 2021 | Besëlidhja Lezha                                                         | 3:2   | Pogradeci                                                       |                                            |
| 18:00         | Elvis Rrustemaj 14' · Igli Moqi 67' · Dimitrije Čokić 90+4'              | (1:1) | 45+1' Artion Alillari · 51' Eldjon Topllari                     | Elbasan Arena, Elbasan Sędzia: Enea Jorgji |
| 18:00         | Igli Moqi 45+3' · Dimitrije Čokić 52' · Patrik Fetaj 58' · Ded Bushi 58' | (1:1) | 12' Alsejni Dervishaj · 58' Artion Alillari · 58' Miklovan Pere | Elbasan Arena, Elbasan Sędzia: Enea Jorgji |

| 2 sierpnia 2020 | Vllaznia Szkodra                                     | 3:1   | Besëlidhja Lezha                                   |                                                 |
| 19:00           | Arsid Kruja 16' · Herald Marku 20' · Gilman Lika 79' | (2:1) | 34' Milan Đorđević                                 | Stadion Loro-Boriçi, Szkodra Sędzia: Laver Alla |
| 19:00           | Ndriçim Shtubina 85'                                 | (2:1) | 12' Ded Bushi · 43' Samet Hepaj · 82' Klejdi Dibra | Stadion Loro-Boriçi, Szkodra Sędzia: Laver Alla |

## Najlepsi strzelcy
| Bramki | Strzelcy        | Drużyna           |
| ------ | --------------- | ----------------- |
| 24     | Kyrian Nwabueze | KF Laçi           |
| 22     | Vasil Shkurtaj  | Kukësi            |
| 14     | Sherif Kallaku  | Teuta Durrës      |
| 13     | Michael Ngoo    | KF Tirana         |
| 12     | Redon Xhixha    | KF Laçi           |
| 10     | Kristal Abazaj  | Kukësi            |
| 10     | Idriz Batha     | KF Tirana         |
| 10     | Dejvi Bregu     | Skënderbeu Korcza |
| 10     | Eraldo Çinari   | Partizani Tirana  |
| 10     | Saliou Guindo   | Bylis Ballsh      |
| 10     | Gilman Lika     | KF Vllaznia       |

Źródło: soccerway

## Stadiony
| Bylis                    | Flamurtari          | Kukësi               | Laçi                     | Luftëtari            |
| Stadiumi Adush Muça      | Stadiumi Flamurtari | [ a ]                | Stadiumi Laçi            | Stadiumi Gjirokastra |
| Pojemność: 5 200         | Pojemność: 11 200   |                      | Pojemność: 5 300         | Pojemność: 8 400     |
|                          |                     |                      |                          |                      |
| Partizani                | Skënderbeu          | Teuta                | Tirana                   | Vllaznia             |
| Stadiumi Selman Stërmasi | Stadiumi Skënderbeu | Stadiumi Niko Dovana | Stadiumi Selman Stërmasi | Stadion Loro-Boriçi  |
| Pojemność: 9 500         | Pojemność: 12 343   | Pojemność: 12 040    | Pojemność: 9 500         | Pojemność: 16 000    |
|                          |                     |                      |                          |                      |